# Ligeia
Ligeia es un relato corto escrito por Edgar Allan Poe. Fue publicado por primera vez el 18 de septiembre de 1838 en una edición de la revista American Museum, y fue editado por dos amigos de Poe, los doctores N.C. Brooks y J.E. Snodgrass. La revista le pagó a Poe diez dólares por Ligeia y otro de sus cuentos, La narración de Arthur Gordon Pym (The Narrative of Arthur Gordon Pym).
Poe escribió en una carta del 8 de enero de 1846 a su editor Edward Duyckinck que Ligeia era, sin lugar a dudas, el mejor cuento que había escrito. La misma apreciación repitió en una carta del 9 de agosto de 1846 a Philip Pendleton Cooke.

## Historia de la publicación
El cuento fue revisado extensamente por Poe durante los primeros años de su publicación. Se reimprimió en Cuentos de lo grotesco y arabesco (1840), en Phantasy Pieces (1842) y Tales by Edgar Allan Poe (1845), the New World (15 de febrero de 1845) y Broadway Journal (septiembre de 1845). El poema El gusano conquistador se incorporó por primera vez al texto -como escrito por Ligeia- en el New World.

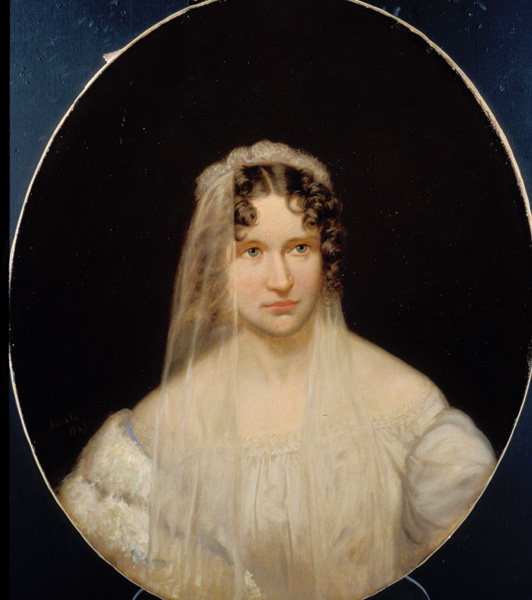
Sarah Helen Whitman-Brown fue una poetisa, ensayista, trascendentalista y espiritista estadounidense.

## Origen
Poe mencionó en una carta a Sarah Helen Whitman que un sueño inspiró Ligeia. Poe le entregó a Whitman en octubre de 1848 los volúmenes I y II del Broadway Journal (4 de enero de 1845 - 3 de enero de 1846), allí menciona tanto el poema ("Para Helen Whitman"), que le había enviado, como el cuento: "El poema que te envié contiene todos los acontecimientos de un sueño que tuve poco después de conocerte. Ligeia también fue sugerida por un sueño. Observa los ojos tanto en el cuento como en el poema."

## Argumento
El narrador, el marido de Ligeia, describe sus cualidades: una mujer hermosa, apasionada e intelectual de pelo negro y ojos oscuros, que conoció en "una vieja y ruinosa ciudad cercana al Rin". Se casan, pero después de unos años Ligeia muere; el marido, desconsolado, se muda a Inglaterra donde compra y reforma una abadía. Pronto, entra en un matrimonio sin amor con "Lady Rowena Trevanion de Tremaine, de rubios cabellos y ojos azules".
En el segundo matrimonio, Rowena empieza a sufrir de fiebre y ansiedad. Una noche, cuando está a punto de desmayar, el narrador le llena un vaso de vino. Drogado por opio, ve (o cree ver) gotas de un "líquido brillante color rubí" caer en el vaso. Su condición empeora rápidamente, y unos días después muere y su cuerpo es envuelto para ser enterrado.
Mientras el protagonista mantiene vigilia por la noche, escucha un susurro que proviene del lecho de muerte. Al detenerse a escuchar, no detecta ruido, pero más tarde vuelve a escucharlo, más fuerte. Se acerca al lecho y ve color en las mejillas, frente y párpados de Lady Rowena. Esta muestra repetidas señales de recuperación, pero vuelve a caer en muerte aparente. Mientras él intenta la resurrección, las reanimaciones de Rowena se hacen progresivamente más fuertes, pero las recaídas, más finales. Cuando amanece, el marido está sentado y emocionalmente exhausto por la lucha de la noche; el cuerpo aparentemente muerto se mueve con tal energía que no se lo termina de creer y comienza a preguntarse si ese cuerpo es realmente de su esposa Lady Rowena Trevanion de Tremaine. Desesperado, se arroja a los pies de su esposa, estremeciéndose ésta ante el contacto, cayendo las vendas y revelando unos cabellos negros 'como ala de cuervo en la noche. Ella abre los ojos, jamás podré equivocarme, pues esos son, los oscuros, los hermosos ojos de Lady... de Lady Ligeia!'.

## Personajes

### Elnarrador sospechoso
El cuento se desarrolla desde la perspectiva de un narrador anónimo en primera persona, que presenta al lector los otros personajes y las circunstancias del relato. El narrador se revela como poco fidedigno, diversas inconsistencias e incongruencias textuales señalan su sospechosa y poco fiable naturaleza. Poe confronta a sus lectores con la incertidumbre y la inexplicabilidad de lo narrado, lo que ha llevado a lo largo de la historia a las más diversas interpretaciones de la obra. James W. Gargano, profesor asociado del Washington College sostiene al respecto que: "Poe pretende que sus lectores mantengan sus poderes de análisis y juicio siempre alertas; no requiere ni desea una entrega completa a la experiencia de las sensaciones que experimentan sus personajes”. El narrador no debe ser considerado simplemente como un mero disfraz o máscara autobiográfica, él es para Poe un sujeto notablemente interesante, un hombre que confunde su viaje a la locura con el logro culminante de una búsqueda espiritual. Ya el primer párrafo del cuento contribuye a poner en duda la verosimilitud de lo narrado: "Juro por mi alma que no puedo recordar cómo, cuándo ni siquiera dónde conocí a Lady Ligeia. Largos años han transcurrido desde entonces y el sufrimiento ha debilitado mi memoria." El narrador emplea imágenes relacionadas con el opio y confiesa su adicción a la droga: "[Ligeia] Era el esplendor de un sueño de opio [...] Me había convertido en un esclavo preso en las redes del opio, y mis trabajos y mis planes cobraron el color de mis sueños. [...] En la excitación de mis sueños de opio (pues me hallaba habitualmente aherrojado por los grilletes de la droga) gritaba su nombre en el silencio de la noche [...] yo estaba perturbado por la excitación de una inmoderada dosis de opio [...] Extrañas visiones engendradas por el opio revoloteaban como sombras delante de mí." En una carta Poe describió su propia situación durante la enfermedad de su esposa: "Cada vez sentía todas las agonías de su muerte, y en cada acceso del desorden la amaba más tiernamente y me aferraba a su vida con pertinacia más desesperada. Pero soy constitucionalmente sensible, nervioso en un grado muy inusual. Me volví loco, con largos intervalos de horrible cordura. Durante estos ataques de inconsciencia absoluta bebí, solo Dios sabe con qué frecuencia o cuánto. Por supuesto, mis enemigos atribuían la locura a la bebida y no la bebida a la locura." Considerando la situación anímica del narrador, existe una compatibilidad estética entre su lenguaje hipertrófico y sus trastornos físicos. No se puede esperar de él que analice su dilema en una prosa fría y racional.

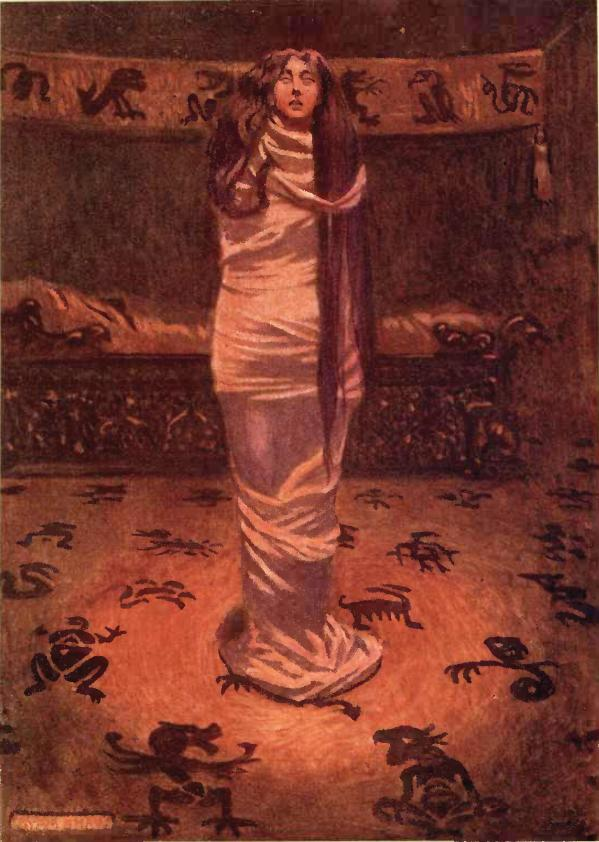
Ilustración de Byam Shaw de E. A. Poe Ligeia, 1909

### Ligeia
La primera parte de la narración describe de forma exhaustiva la belleza de Ligeia, cuyas características, sin embargo, no corresponden al ideal clásico de uniformidad y simetría de las formas, sino que pueden asociarse más al manierismo, en el que hay otro manejo de las proporciones. La desigualdad y asimetría de las proporciones, así como la irregularidad de los rasgos de Ligeia constituyen su originalidad. La verdadera belleza sólo surge a través de esta desviación del ideal clásico, que explica la magia de lo insólito y el esplendor de lo misterioso. Las peculiaridades de la apariencia externa de Ligeia son particularmente evidentes en sus ojos, que tienen grandes proporciones y denotan una belleza sobrenatural e indescriptible en la imaginación acalorada del narrador. Al describir la belleza de Ligeia, Poe intenta  "poner en palabras la esencia de la belleza poética, que por su naturaleza es indecible". Lawrence ve ese análisis de forma crítica: "Lo que quiere hacer con Ligeia es analizarla, hasta conocer todos sus componentes, hasta tenerla completamente en su conciencia, ella es una extraña sal química que debe analizar en los tubos de ensayo de su cerebro, y luego, cuando haya terminado el análisis, ¡E finita la commedia!"

#### La sirena
Las sirenas (en griego antiguo: Σειρήνα - Seirēna; pl.: Σειρῆνες - Seirēnes, «las que atan y desatan/encadenan»), eran criaturas marinas de la mitología griega. Ligeia era una de ellas, hija del dios del río Aqueloo y de la musa Melpomene o su hermana Terpsícore. Las hermanas de Ligeia eran Parthenope y Leucosia o Thelxipeia y Peisinoe. Las sirenas habitaban una isla cerca a Sicilia, en Terina (Bruttium, actual Calabria). Su voz llevaba a los hombres al naufragio y, en última instancia, a la muerte.

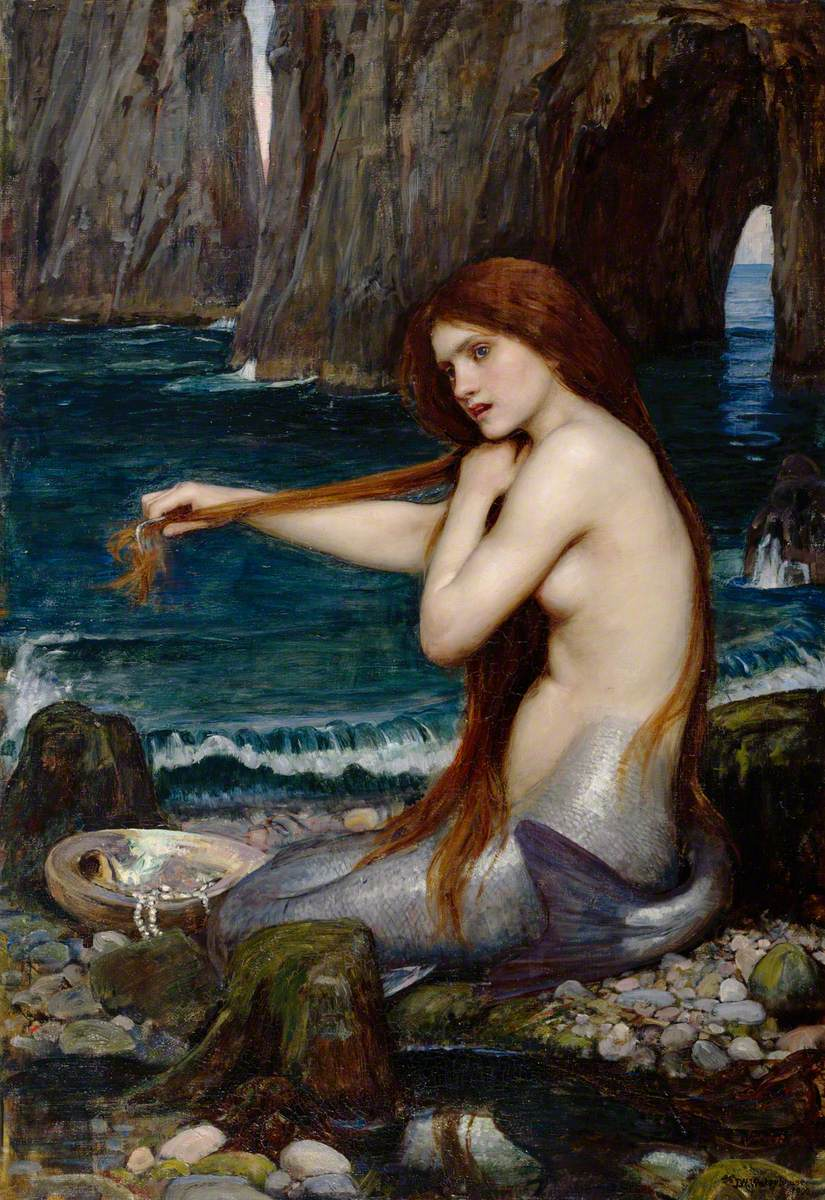
John William Waterhouse Una sirena

El nombre "Ligeia" deriva del griego λιγύς (ligys) que significa "voz clara, chillona, silbante", sugiere asociaciones con la muerte y el duelo, apareciendo con frecuencia en el ámbito de la muerte y el entierro. En la literatura latina, se convierte en Nereida, la hija del dios del mar Nereo y su esposa Doris, una sirena que encanta a los mortales con su canto mágico y su belleza, pero que también conoce el camino a las Hespérides por su padre.  El poeta romano Virgilio (Publius Vergilius Maro, 70-19 a. C.) se refiere a esta sirena (deletreando el nombre Ligea, sin la segunda i) en el cuarto libro de sus Geórgicas (29 a. C.), junto con otras dos sirenas, es descrita con cabello brillante y "hombros cubiertos de nieve". Poe mismo pretendía muy conscientemente este tipo de asociación; En su primer poema Al Araaf (1829) asoció a Nereida con "belleza, melodía y voluntad". El cuerpo sonoro del nombre con su sonido exótico y extraño apoya sugerencias musicales, mitopoéticas con ecos subliminales. Poe lo vinculó con la idea de inspiración y belleza espiritual o poética. El poeta inglés John Milton se refiere a la sirena Ligeia en su mascarada Comus de 1634.
Una teoría presentada por varios estudiosos es la de que Ligeia es en realidad una sirena, ya que posee rasgos tradicionalmente característicos de ellas en los cuentos clásicos. Al escribir sobre la voz de Ligeia, Poe describe los sonidos como un lenguaje musical bajo de "elocuencia emocionante y cautivadora ". Una descripción tan concisa de su voz encaja bastante bien con la naturaleza de una sirena y los métodos de seducción utilizados para atraer a sus víctimas. Además, se podría decir que Ligeia aqueja al narrador con una obsesión que bordea la locura. En este sentido, el encanto de Ligeia hace que el narrador abandone sus propias facultades y la claridad de pensamiento, lo que puede interpretarse como una forma espiritual de muerte.

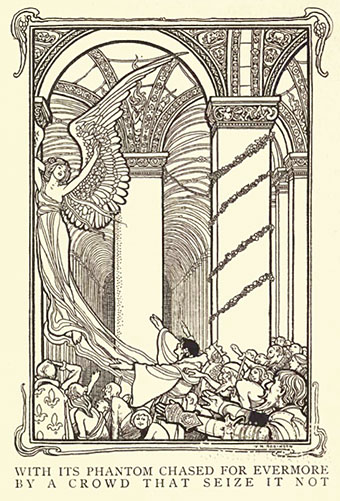
Edgar Allan Poe: The Conqueror Worm – Ilustración de Hugh Noel (aproximadamente en 1900)

#### El gusano conquistador
La única visión objetiva segura de Ligeia como personaje, en términos de que se la vea desde una perspectiva diferente a los ojos del narrador, es la cita de sus propias palabras que constituyen el poema El Gusano conquistador, que semeja una balada sobre la vida humana, en el que, como en las moralidades medievales, presenta el destino humano como una obra de teatro en el escenario del gran teatro mundial, acompañada como en una pesadilla por efectos macabros y fantásticos. El primer verso del poema ya muestra rasgos escatológicos como el miedo a una muerte segura y el presentimiento de su horror. En el paisaje escénico de ensueño, los espectadores son ángeles velados que conocen el final de la obra y derraman lágrimas por él. La actuación está acompañada, de forma contrastante, por la música de las esferas, con alusiones cósmicas como expresión del espíritu del mundo y una armonía universal en la que la música alivia al universo. La música de las esferas sube y baja y suena de manera desigual para adaptarse al tema del drama en el escenario, la esperanza y el miedo.
Ligeia, por su parte, canta "una canción diferente a la de Glanville":  canta como la única heroína en esta tragedia en la que el destino humano conduce inevitablemente a la muerte. La fantasmagoría es una alternativa a la imagen de Ligeia que el narrador evoca en su memoria: A pesar de la visión de la inevitabilidad de la muerte plasmada en su propio poema, Ligeia se rebela contra ella con todas sus fuerzas. Sin embargo, su fuerza de voluntad no debe entenderse en el sentido moderno de la palabra, sino como un "fenómeno arquetípico original que une ideas y características de otras esferas y las combina en un aglomerado complejo".
Elena Anastasaki ha analizado la función de los poemas que han sido insertados por Poe en sus cuentos, y señala que "En cuanto al contenido, ofrecen al lector una clave para interpretar la misteriosos personajes poéticos que los dicen. Como dispositivos narrativos, por su ubicación en medio de las historias en las que se insertan, están figurando como una premonición de la mala fortuna que se avecina, presagiando el siniestro final de los cuentos."

### Rowena
Ligeia y Rowena sirven como opuestos estéticos:  Ligeia tiene cabello negro y proviene de una ciudad a orillas del Rin, mientras que Rowena, que lleva el nombre un personaje de Ivanhoe, es una rubia anglosajona. Esta oposición simbólica implicaría el contraste entre el romanticismo alemán e inglés. En diametral oposición a Ligeia, el narrador conecta a Lady Rowena exclusivamente con la realidad, que se muestra en su búsqueda de oro y bienes materiales. Marie Bonaparte considera, en el marco de su análisis psicoanalítico del poema, que Rowena representa para Poe (narrador=autor) la infidelidad y la infamia frente a un recuerdo sagrado, el de su madre, representado por Ligeia.

## Epígrafe

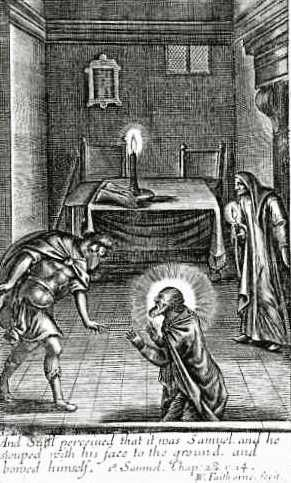
La bruja de Endor: del frontispicio de Sadducismus Triumphatus de Glanvill.

La crítica de Ligeia rara vez trata sobre las implicaciones morales y psicológicas de la cita atribuida a Joseph Glanvill, el clérico inglés del siglo XVII. El texto aparece una vez en el epígrafe y tres veces más, en forma abreviada, a lo largo del cuento. La importancia que tiene la voluntad en la narración es indiscutible, más allá de la diversidad de sus interpretaciones. En la interpretación tradicional, la reencarnación de Ligeia es el resultado de las voluntades del narrador y el espíritu de su amada. Ligeia simboliza no solo lo que el narrador desea, sino aquello que incita el deseo, y esto es el poder destructor de la voluntad. El papel que cumple la voluntad es similar al que le es atribuido por William Blake. Ligeia es la encarnación de la voluntad femenina, no ya como carácter, sino como símbolo o metáfora, como lo ha postulado Gargano. Se ha señalado una cierta semejanza entre Ligeia y Roderick Usher. El epígrafe, que se repite en el texto, se atribuye al escritor y filósofo inglés Joseph Glanvill (1636-1680), cuya obra principal Sadducismus Triumphatus, un estudio de la creencia en brujas y fantasmas, es uno de los fuentes más importantes de la novela El Monje de Matthew Lewis. Sin embargo, los versos citados no se encuentran en la obra de Glanvill, por lo que se puede suponer que el propio Poe fue su autor.

## Temas

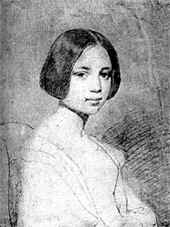
Sara Elmira Royster fue una novia adolescente de Edgar Allan Poe que se comprometió con él mucho años después, poco antes de su muerte en 1849.

### La muerte de una mujer hermosa
El método de composición de Edgar Allan Poe se basa en el diseño previo, en la planificación, en la búsqueda de un objetivo estético por encima de otras cualidades. Poe considera que "la muerte, pues, de una hermosa mujer es incuestionablemente el tema más poético del mundo; e igualmente está fuera de toda duda que los labios más adecuados para expresar ese tema son los del amante que ha perdido a su amada."
En Ligeia, al igual que en Eleonora y Morella, trata también de la muerte y pérdida de una mujer amada, que es superada por una fuerza de otro mundo. Mientras Morella pervive en su hija y Eleonora en el alma de su sucesora Ermengarda, la ya muerta Ligeia logra literalmente resucitar en Lady Rowena. Biográficamente, el problema de las dos esposas en las historias de Poe puede estar relacionado con su madre, que perdió a una edad temprana, y su prima Virginia, con quien se casó, o con otras relaciones con mujeres que Poe realmente tuvo, o solo jugó tener en su imaginación.

## Ambientación
Ya sea en una mansión en ruinas de pasillos estrechos y oscuros y arcadas góticas ("La caída de la casa de Usher" 1839), una abadía en decadencia en la que la cámara principal está profusamente amueblada y decorada de manera grotesca ("Ligeia" 1838), o en alguna bóveda húmeda y lúgubre donde proliferan tumbas familiares y huesos blanqueados (“El barril de amontillado” 1846), los narradores de Poe se cobijan bajo un conjunto arquitectónico enmarcado naturalmente en la tradición gótica. Poe construye un escenario físico que se asemeje y exponga el estado psicológico de sus narradores. Esta vívida descripción permite al lector discernir un vínculo invisible que parece conectar la mente inquieta del narrador con la descripción del escenario, y que simbólicamente viene a personificar el deterioro de la salud mental de aquel.
La solitaria abadía inglesa en la cual vive el narrador, se caracteriza por su “sombría y triste vastedad", el exterior es ruinoso y rodeado de musgo, encontrándose en una región inculta y menos frecuentada”. Si el paisaje es relacionado por el narrador con recuerdos melancólicos y un sentimiento de abandono, el interior de la abadía es refaccionado de forma extravagante y con una "perversidad infantil". La habitación nupcial es ideal por lo que revela de la personalidad del narrador: decorada con una ventana de “una inmensa hoja de vidrio intacto de Venecia. . . teñida de un tono de plomo, de modo que los rayos . . . que la atraviesan, [caen] con un espantoso brillo sobre los objetos”, un techo “de roble de aspecto sombrío [y] alto, abovedado y elaboradamente tallado con los especímenes más salvajes y grotescos de arte semigótico, semidruida”, “el lecho nupcial, de modelo indio, bajo y esculpido en ébano sólido, con un dosel en forma de palio encima” y “un sarcófago gigantesco de granito negro”. En lugar de una cámara nupcial, los adornos escogidos por el narrador sugieren una cámara funeraria.

## Interpretación
En otros cuentos, como por ejemplo El entierro prematuro, Poe marcó claramente el límite entre lo imaginario y lo real, pero en Ligeia, la aproximación es más sofisticada: Poe deja en las manos del lector la diferenciación entre los hechos y la imaginación.

### Tradicional
Joseph Lauber sostiene en un ensayo, que el epígrafe de Glanvill respalda una comprensión literal, cuando afirma que [el epígrafe de Glanvill] "anuncia el tema mayor, el poder de la voluntad humana y su capacidad para triunfar sobre la muerte. Es un tema que solo puede existir dentro del contexto de una lectura literal [...] Ligeia tiene perfectamente sentido cuando se lee literalmente, y Poe no da ninguna pista clara de que deba leerse de otra manera". Ligeia es el primer personaje femenino de Poe en actuar e influir en los acontecimientos, lucha contra el destino y la muerte con sus propias fuerzas, lo que la convierte en un personaje trágico. Los dos polos en este cuento son la voluntad del individuo y la ley inexorable y universal de la muerte. La interpretación tradicional ve el cuento, por lo tanto, como una narración literal de una reencarnación sobrenatural, y el punto de vista se centra en premisa de que la historia acontece tanto a un nivel literal como psicológico. En ese nivel, la historia revela el asesinato de Rowena por el narrador para proporcionar un cuerpo para su primera esposa.

### D. H. Lawrence
El escritor D. H. Lawrence, famoso por su novela El amante de Lady Chatterley, escribió sobre Poe y Ligeia: "Sus mejores piezas, sin embargo, no son cuentos. Son más que eso. Son historias espantosas del alma humana en sus angustias perturbadoras. Además, son historias de 'amor'. Ligeia y La caida de la casa de Usher son realmente historias de amor. El amor es la misteriosa atracción vital que une las cosas, más y más estrechamente [...] Poe había experimentado los éxtasis del amor espiritual extremo. Y deseaba esos éxtasis y nada más que esos éxtasis. Quería esa gran gratificación, la sensación de fluir, la sensación de unísono, la sensación de realce de la vida [...] Ligeia es una historia de amor llevada al límite. Y el amor llevado al extremo en una batalla de voluntades entre los amantes [...] Ligeia es una mujer anticuada. Su voluntad es aún someterse. Ella desea someterse al vampiro de la conciencia de su esposo. Incluso muerta [...] Uno debe ser lo suficientemente inteligente e interesado para saber mucho sobre cualquier persona con la que entre en contacto cercano. Sobre ella. O sobre él. Pero tratar de conocer a cualquier ser vivo es tratar de succionar la vida de ese ser[...] Pero Poe quería saber, quería saber cuál era la extrañeza en los ojos de Ligeia. Ella podría haberle dicho que se horrorizaba por su sondeo, horrorizaba por ser vampirizada por su conciencia. Pero ella quería ser vampirizada. Quería ser probada por su conciencia, ser CONOCIDA. Ella también pagó por querer saber". La interpretación de Lawrence ha sido criticada en diversos análisis literarios. Gargano dice al respecto: "Lo que finalmente emerge del célebre ensayo sobre Poe en Studies in American Literature es una obra en la que el relato típicamente lawrenciano del amor espiritual "obsceno" engulle el análisis crítico de Poe."  Según Snell, el cuento debe ser entendido de otra manera: «El narrador, loco, ha asesinado a Rowena, y sólo la lectura literal de la segunda parte puede dar la impresión de que una transmigración de identidades ha tenido realmente lugar». La frase en que el narrador dice haber creído ver que unas gotas caían en el vaso, «es la prueba concluyente de que él la ha envenenado... Desea la vuelta de Ligeia, la quiere, y en su locura le parece (tratando, además, de persuadirnos) que las convulsiones de Rowena en la agonía son la lucha del espíritu de Ligeia para entrar en su cuerpo. Y cuando, al fin, se convence de que el atroz drama ha terminado, la megalomanía final lo envuelve y el relato se cierra cuando “una locura inenarrable” se apodera de él»

### Psicoanalítica
Fundamentada en conceptos de la teoría freudiana y una revisión exhaustiva de los hechos biográficos, la psicoanalista Marie Bonaparte considera que Poe extrajo su fuerza inspiradora más poderosa de las consecuencias psicológicas de la temprana muerte de su madre. Basada en esa premisa, no diferencia, en su análisis de Ligeia, el narrador del escritor. La fuerza intrínseca del personaje de Ligeia, infiere Marie Bonaparte, se debe a un miedo atávico al posible retorno de la madre muerta. Considera que el miedo es también un ejercicio culposo, es decir, de culpa por sentirse el causante de aquel deceso prematuro. En ese sentido, el retorno jamás se produce bajo la forma de un espectro amoroso, sino vengativo. El narrador fracasa en su "examen de los ojos de Ligeia" y especula sobre los mecanismos del recuerdo. Bonaparte interpreta el pasaje como un caso de amnesia infantil en Poe y refiere al respecto: "Una autoridad moral superior le prohibió recuperar la memoria de su añoranza incestuosa, sádica, necrófila por la madre de su infancia, y así no pudo, aun en el umbral de la memoria. recobrar el recuerdo".
Otros psicoanalistas resaltaron también que la dependencia del narrador de su esposa debe entenderse en términos psicológicos como la relación de un hijo con su madre. De hecho, hay una gran cantidad de evidencia que apunta en esta dirección. Las más explícitas son las confesiones: “Sin Ligeia no era más que un niño ignorante que andaba a tientas” y “la sabiduría de Ligeia: era inmensa, como nunca la he conocido en mujer” que se asemeja a la declaración de un niño ingenuo admirando a su madre. Esto se elabora en una oración más larga: "Sin embargo, yo era lo suficientemente consciente de su infinita supremacía para resignarme, con una confianza infantil, a su guía a través del caótico mundo de la investigación metafísica ...".Su autoritaria esposa le enseña como a un niño que está más que dispuesto a obedecer.  Se han señalado también las similitudes entre los apariencia de las heroínas de Poe y los retratos o descripciones de Eliza Poe (su madre), Frances Allan (su madrastra) y Virginia Clemm (su esposa). Eliza y Virginia tienen una frente alta, y todas tenían cabello largo y negro y ojos dramáticamente oscuros. Estas son características que ocupan un lugar destacado en las descripciones de Poe de sus heroínas, especialmente en la de Ligeia. Carrie Zlotnick-Woldenberg sostiene que Ligeia representa el lado romántico y espiritual del narrador y se asocia con la buena madre, mientras que Rowena, que representa su lado más mundano y materialista, se asocia con la madre que rechaza. El narrador no ha sido capaz de superar la etapa de la dependencia infantil para finalmente lograr la “dependencia madura”, en la que renuncia a los “apegos compulsivos a los objetos basados en la identificación primaria y la fusión en favor de las relaciones basadas en la diferenciación y el intercambio”. Según esta lectura, el narrador alucina el envenenamiento de Rowena y la reanimación de Ligeia en el curso de un brote psicótico inducido por el opio.

### Psicológica
Roy Basler argumenta que Poe construyó Ligeia a la manera de como lo haría más tarde Henry James, como una historia en dos niveles compuesta por el relato inventado con el que el narrador pretende engañarnos y la historia real que desvela inadvertidamente. Basler, al interpretar la segunda mitad de la historia, que trata la vida del narrador con Rowena y la aparente reencarnación de Ligeia en Rowena, sugiere que el narrador inconscientemente revela su asesinato de Rowena. Considera que el relato del narrador sobre la reencarnación de Ligeia es en realidad una descripción de su propia alucinación inducida por el opio. Poe pretende -supuestamente- que entendamos que la revivificación de Ligeia existe solo en la mente del narrador. Jacky June L. Davis asume una posición más radical: "En realidad, no existe una Ligeia física: así, el horror del asesinato de Rowena por parte del narrador se intensifica cuando el lector descubre que el narrador ha asesinado para traer de vuelta a una primera esposa completamente imaginaria. Esto solo agrega una nueva dimensión a la historia y revela cuán perspicazmente Poe logró penetrar el complejo funcionamiento de una mente trastornada." El hecho de que el narrador sea incapaz de "recordar" cuándo y dónde conoció a Ligeia, así como nombrar su apellido, dan la pauta de sus dificultades para lidiar con detalles concretos respecto a una figura completamente imaginaria.

### Romántica
Algunos críticos ven el cuento enmarcado dentro del movimiento romántico: "Creo que Ligeia puede entenderse mejor como la historia de un hombre (el narrador y no Poe) que, habiendo habitado una vez el reino del Ideal, busca hasta la locura recrear su éxtasis perdido. La historia de Poe dramatiza el desencanto del romántico con un mundo desprovisto de su poder para despertar alegría y un sentido de ser elevado. Su tema, típicamente romántico, tiene sus afinidades con la pérdida del "brillo visionario" de Wordworth, el "desánimo" de Coleridge y los agudos estallidos de desilusión." Ligeia, entonces, no es, como supuso Lawrence, una sustitución ficticia de la esposa de Poe, sino que es, en lugar de ello, una gran metáfora de la versión romántica del narrador de un "cielo" platónico. Griffith, por su parte, ve a Ligeia como un símbolo del idealismo alemán.

### Onírica
James Gargano ofreció la primera hipótesis que interpreta la narración como un sueño. Gargano toma la vaguedad e idealización de Ligeia y la locura del narrador como argumentos para la interpretación de lo narrado como un sueño, señalando que Ligeia carece de una ubicación y de un nombre: el narrador no puede recordar dónde se encuentra. se encontró con su amada que “vino y se fue como una sombra”. También nota la frecuente recurrencia de la palabra “sueño” a lo largo del cuento. Gargano cree que la tercera parte del cuento es la fantasía privada del narrador, donde se cumple su deseo de regresar a su mundo ideal (representado en Ligeia).  Ligeia es un agente imaginario; ella está ahí para evitar, con palabras de Poe en La caída de la Casa Usher, “la amarga caída en la vida cotidiana, la espantosa caída del velo” que fue causada por su matrimonio con Rowena.

### Satírica
Ha habido cierto debate de que Poe pudo haber tenido la intención de que "Ligeia" fuera una sátira de la ficción gótica. El año en que se publicó "Ligeia", Poe publicó solo otras dos piezas en prosa: Siope-Una fábula y Psyche Zenobia, ambas sátiras de estilo gótico. La evidencia que respalda esta teoría incluye la implicación de que Ligeia es de Alemania, una fuente principal de ficción gótica en el siglo XIX, y que la descripción de ella insinúa mucho pero no dice nada, especialmente en la descripción de sus ojos. El narrador describe su "expresión", que admite que es una "palabra sin significado". La historia también sugiere que Ligeia es una trascendentalista, un grupo de personas que Poe solía criticar.

### Feminista

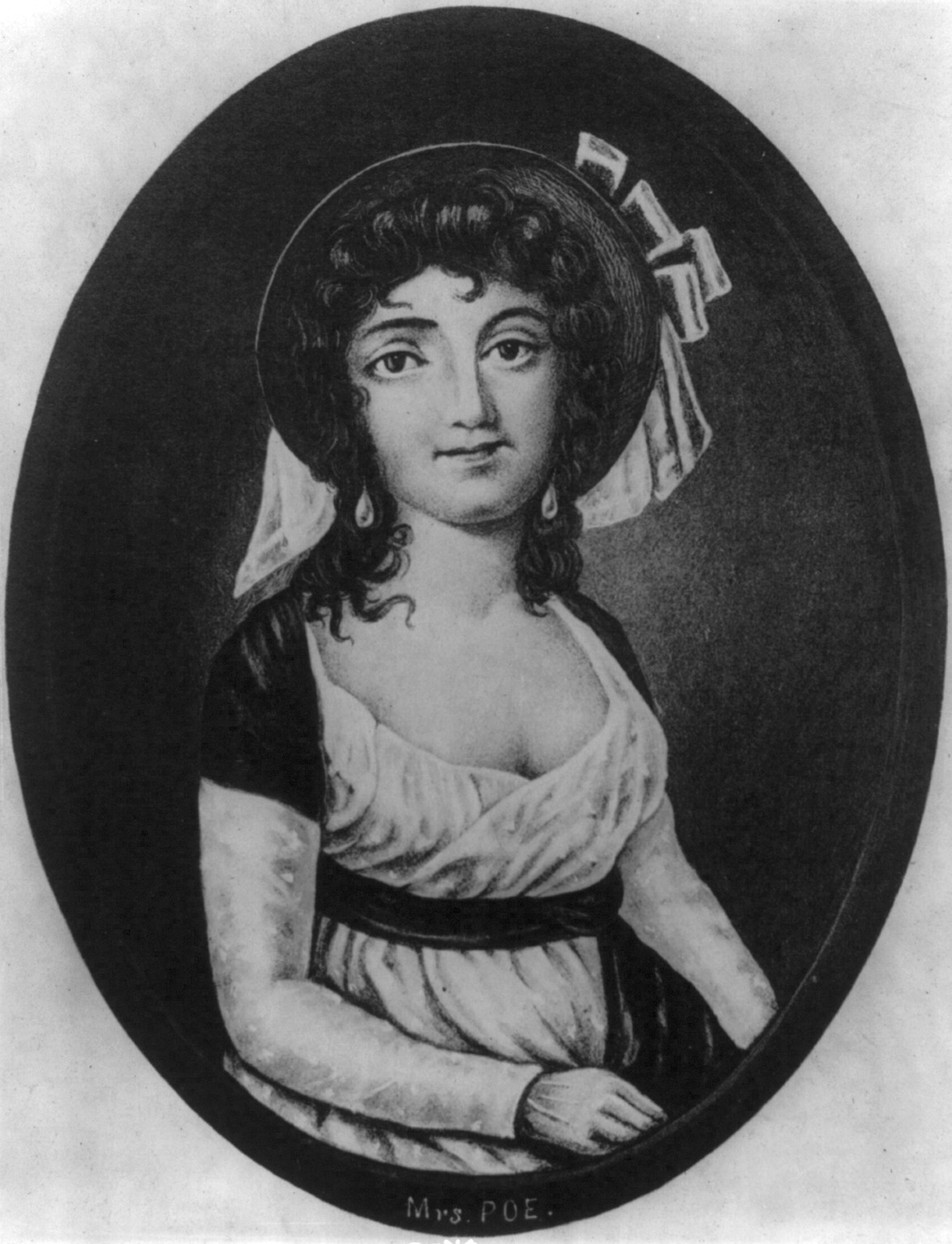
Eliza Poe, madre de Edgar Allan Poe

La idea de feminicidio surgió en un período de las letras inglesas y americanas, la última década del siglo XVIII y la primera mitad del siglo XIX, en el que los valores y construcciones patriarcales entraron en una crisis que derivó en la revisión de la idea de género, en cierto modo, este fue el período en el que se codificó el concepto de género. El término feminicidio se dio a conocer por primera vez en el idioma inglés en 1827 a través de The Confessions of an Unexecuted Femicide de Robert Macnish, una ficción disfrazada de historia real. Pedro Daniel Gomes Madeira sostiene que en las obras de Mary Wollstonecraft y Edgar Allan Poe hay un elemento común de subversión de la ideología patriarcal prevaleciente en su tiempo, y del lenguaje que la sustentaba. Debra Johanyak considera, por su parte, que Morella y Ligeia, las oscuras heroínas de Poe, son prototipos feministas que en su búsqueda de conocimientos "prohibidos" están desconectadas de las actvidades femeninas características de la época. Estas mujeres pueden ser consideradas peligrosas, ya que constituyen una amenaza a la sociedad patriarcal de la época. La descendientes literarias de Eva, pagan un alto precio en su búsqueda del conocimiento, siendo asesinadas por sus maridos.

## Alusiones
Poe utiliza una serie de alusiones para embellecer su descripción de los elementos misteriosos y sobrenaturales que parecen estar presentes en la historia. La forma en que el narrador describe a Ligeia es tan minuciosa, que D.H. Lawrence lo compara con “un anatomista que anatomiza un gato”. La descripción de la belleza de Ligeia en casi todos sus aspectos formales (rostro, nariz, labios, mejillas, frente, cabello, sonrisa) sucede mediante una serie de comparaciones que tienen un valor cultural, extraídas como están de la antigüedad clásica.
Ashtophet: Posiblemente una referencia a Ashtoreth, diosa egipcia de la fertilidad.
Azrael: Ángel en el folclore de Medio Oriente que separa el cuerpo y el alma al morir.
Bacon: Sir Francis Bacon (1561-1626), que ostentaba los títulos de vizconde de St. Alban y barón de Verulam. Fue un brillante ensayista además de escritor de obras filosóficas y políticas. Poe lo cita en el siguiente pasaje: "No hay belleza exquisita", dice Bacon, Lord Verulam, hablando verdaderamente de todas las formas y géneros de la belleza, "sin alguna extrañeza en la proporción".
Delos: isla griega donde Leto dio a luz a los dioses Apolo y Artemisa.
Demócrito: Filósofo griego antiguo (460-370 a. C.) que teorizó que toda la materia del universo consiste en partículas tan pequeñas que no se pueden ver. Llamó a estas partículas átomos (en griego singular, atomos, que significa indivisible) y sostuvo que se mueven continuamente en el espacio, que creía que no tenía límites ni fondo. La frase de Poe "pozo de Demócrito" puede ser una referencia a la extensión profunda e insondable del espacio.
Houri: Vírgenes en el Paraíso del Islam que se casan con musulmanes justos y fieles. Las Houri se describen con ojos negros.
Lady Rowena: Puede ser una referencia a la heroína de la novela Ivanhoe de Sir Walter Scott, sobre la caballería y la caballería en la Inglaterra de finales del siglo XII. Después de pasar por muchas pruebas llenas de peligro, Lady Rowena e Ivanhoe se casan al final de la novela. Puede ser que Poe quisiera elegir a Lady Rowena, la segunda esposa del narrador en "Ligeia", como un símbolo de la belleza romántica y convencional para contrastarla con la belleza etérea, oscura y poco convencional de Ligeia.
Nourjahad: personaje principal de La historia de Nourjahad, de Frances Sheridan (1724–1766). Cuando Nourjahad desea la inmortalidad, el gobernante persa Schemzeddin usa drogas para hacerle creer que vivirá para siempre.

## Crítica
El amigo de Poe y compañero escritor sureño Philip Pendleton Cooke sugirió que la historia habría sido más artística, si la posesión de Rowena por parte de Ligeia hubiera sido más gradual; Poe luego estuvo de acuerdo con ello, pero acotó que ya había narrado una posesión más lenta en "Morella". Poe también escribió que debería haber hecho que Rowena, poseída por Ligeia, recayera en su verdadero yo, para poder sepultarla como Rowena, "las alteraciones corporales se han desvanecido gradualmente". Sin embargo, en una carta posterior se retractó de esta afirmación.
Charles Eames de The New World comentó: "La fuerza y la audacia de la concepción y la gran habilidad artística con la que se forja el propósito del escritor son igualmente admirables".
Thomas Dunn English, escribiendo en el Aristidean de octubre de 1845, dijo que "Ligeia" era "la más extraordinaria...de sus obras".
Sarah Helen Whitman escribió en 1860: "En “Ligeia”, la triste y majestuosa simetría de las oraciones, su cadencia rítmica, la moresca suntuosidad de las imágenes con las que está investida la historia y la extraña metempsicosis que registra, producen un efecto en el lector totalmente peculiar en su carácter y, como pensamos, bastante inexplicable sin una referencia a la inspiración sobrenatural que parece impregnarlos. En los estados de ánimo y las fases de la pasión que representa esta historia no tenemos efectos artísticos laboriosos; miramos en las cámaras embrujadas de la propia mente del poeta y vemos, como a través de un velo, las extrañas experiencias de su vida interior; mientras que, en la magnificencia crepuscular de sus imágenes, tenemos el verdadero blasón heráldico de una imaginación dotada y descendida real. En éste, como en toda esa clase de relatos que hemos nombrado, la mente del autor parece luchar desesperada y en vano con el terrible misterio de la Muerte."
El crítico y dramaturgo irlandés George Bernard Shaw dijo: "La historia de Lady Ligeia no es simplemente una de las maravillas de la literatura: no tiene paralelo y es inalcanzable".
George E. Woodberry, uno de los primeros y más fiables críticos de Poe, consideró que Ligeia, junto con La caída de la casa Usher, constituye su obra imaginativa más rica y remarcó el gran alcance de sus elementos románticos. Arthur H. Quinn la clasifica como una de las obras maestras de Poe, y D.H. Lawrence considera que es la historia "principal" de Poe.

## En el cine
- La Tumba de Ligeia, 1964, dirigida por Roger Corman y protagonizada por Vincent Price.
- Ligeia, 2009, dirigida por Michael Staininger y protagonizada por Wes Bentley (narrador), Kaitlin Doubleday (Rowena) y Sofya Skya (Ligeia).